# Natura Mare
Natura Mare va ser el cadafal faller plantat per Na Jordana en 2003, any en què la comissió celebrava el seu 50è any plantant en secció especial. Amb un pressupost de 177.299 euros, va obtenir el primer premi, sent la dotzena vegada que Na Jordana s'enduia el màxim guardó.
El ninot indultat d'aquell any també va anar per a la comissió del Carme, amb una peça dedicada a l'associació Per l'Horta. El cadafal, amb temàtica ecologista, tenia com a remat una al·legoria de la Mare Natura que portava en braços a un bebé i un ximpanzé. Entre les escenes es tractaven temes com el canvi climàtic, la manipulació genètica, els aliments transgènics i les parelles de fet.
A partir de 2003 es produeixen al món de les falles uns canvis provocats per l'economia especulativa dels anys 2000 i la posterior crisi que van fer que les falles que tradicionalment eren candidates als primers premis (Na Jordana, El Pilar o La Mercé) deixaren espai a noves comissions que van monopolitzar els primers premis (Nou Campanar, i en menor mesura, Convent Jerusalem). En el cas concret de Na Jordana, tot i mantenir-se tots els anys en la màxima categoria, de la que és la comissió amb més participacions, des d'aleshores no ha tornat a quedar entre les tres primeres posicions.